# Atletismo nos Jogos Olímpicos de Verão de 2016 - 100 m masculino

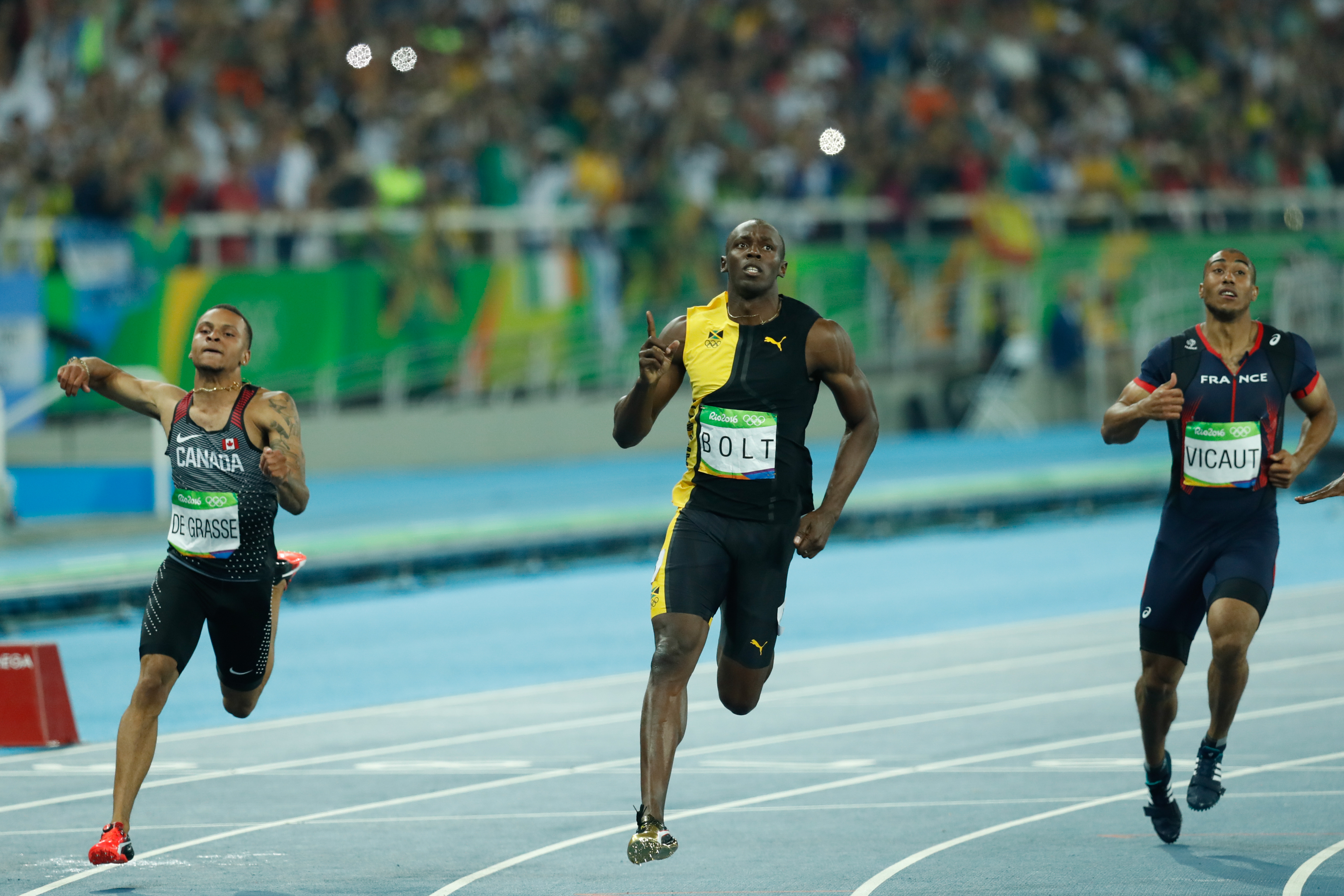
Usain Bolt logo após cruzar a linha de chegada na final da prova.

A competição dos 100 metros rasos masculino do atletismo nos Jogos Olímpicos de Verão de 2016 aconteceu nos dias 13 e 14 de agosto no Estádio Olímpico. Usain Bolt, da Jamaica, conquistou o tricampeonato da prova.

## Calendário
Horário local (UTC-3).
| Data                          | Horário     | Fase                       |
| ----------------------------- | ----------- | -------------------------- |
| Sábado, 13 de agosto de 2016  | 09:30 12:00 | Preliminares Eliminatórias |
| Domingo, 14 de agosto de 2016 | 21:00 22:25 | Semifinais Final           |

## Medalhistas
| Ouro   | JAM Usain Bolt      |
| Prata  | USA Justin Gatlin   |
| Bronze | CAN Andre De Grasse |

## Recordes
Antes desta competição, os recordes mundiais e olímpicos da prova eram os seguintes:
| Tipo | Atleta     | Tempo  | Local   | Data                 |
| ---- | ---------- | ------ | ------- | -------------------- |
|      | Usain Bolt | 9,58 s | Berlim  | 16 de agosto de 2009 |
|      | Usain Bolt | 9,63 s | Londres | 5 de agosto de 2012  |

## Resultados

### Preliminares

#### Bateria 1
| Pos. | Raia | Nome                   | CON                        | Reação          | Tempo | Notas                |
| ---- | ---- | ---------------------- | -------------------------- | --------------- | ----- | -------------------- |
| 1    | 9    | Riste Pandev           | MKD República da Macedônia | 0,145           | 10,72 | Q,                   |
| 2    | 8    | Sudirman Hadi          | INA Indonésia              | 0,136           | 10,77 | Q                    |
| 3    | 4    | Mohammed Abukhousa     | PLE Palestina              | 0,176           | 10,82 | q                    |
| 4    | 5    | Holder da Silva        | GBS Guiné-Bissau           | 0,165           | 10,97 |                      |
| 5    | 6    | Wilfried Bingangoye    | GAB Gabão                  | 0,145           | 11,03 |                      |
| 6    | 2    | Mohamed Lamine Dansoko | GUI Guiné                  | 0,145           | 11,05 |                      |
| 7    | 7    | Abdul Wahab Zahiri     | AFG Afeganistão            | 0,170           | 11,56 |                      |
| 8    | 3    | Richson Simeon         | MHL Ilhas Marshall         | 0,136           | 11,81 | Recorde da temporada |
|      |      |                        |                            | Vento: −0,2 m/s |       |                      |

#### Bateria 2
| Pos. | Raia | Nome               | CON                 | Reação          | Tempo | Notas |
| ---- | ---- | ------------------ | ------------------- | --------------- | ----- | ----- |
| 1    | 2    | Hassan Saaid       | MDV Maldivas        | 0,130           | 10,43 | Q     |
| 2    | 6    | Siueni Filimone    | TGA Tonga           | 0,155           | 10,76 | Q,    |
| 3    | 7    | Luke Bezzina       | MLT Malta           | 0,167           | 11,04 |       |
| 4    | 5    | Masbah Ahmmed      | BAN Bangladesh      | 0,137           | 11,34 |       |
| 5    | 4    | Isaac Silafau      | ASA Samoa Americana | 0,141           | 11,51 |       |
| 6    | 8    | John Ruuka         | KIR Kiribati        | 0,178           | 11,65 |       |
| 7    | 3    | Hermenegildo Leite | ANG Angola          | 0,145           | 11,65 |       |
|      |      |                    |                     | Vento: +0,4 m/s |       |       |

#### Bateria 3
| Pos. | Raia | Nome                  | CON                                 | Reação          | Tempo | Notas |
| ---- | ---- | --------------------- | ----------------------------------- | --------------- | ----- | ----- |
| 1    | 7    | Rodman Teltull        | PLW Palau                           | 0,135           | 10,53 | Q     |
| 2    | 6    | Timothee Yap Jin Wei  | SIN Singapura                       | 0,140           | 10,84 | Q     |
| 3    | 3    | Mohamed Fakhri Ismail | BRU Brunei                          | 0,163           | 10,92 | q     |
| 4    | 4    | Ishmail Kamara        | SLE Serra Leoa                      | 0,146           | 10,95 |       |
| 5    | 5    | Kitson Kapiriel       | FSM Estados Federados da Micronésia | 0,159           | 11,42 |       |
| 6    | 2    | Jidou El Moctar       | MTN Mauritânia                      | 0,157           | 11,44 |       |
| 7    | 8    | Etimoni Timuani       | TUV Tuvalu                          | 0,143           | 11,81 |       |
|      |      |                       |                                     | Vento: −0,3 m/s |       |       |

### Eliminatórias
Regras das eliminatórias: Os primeiros 2 em cada bateria (Q) e os oito mais rápidos (q) avançam para as semifinais.

#### Bateria 1
| Pos. | Raia | Nome                  | CON                | Reação          | Tempo | Notas |
| ---- | ---- | --------------------- | ------------------ | --------------- | ----- | ----- |
| 1    | 3    | Kemarley Brown        | BRN Bahrein        | 0,146           | 10,13 | Q     |
| 2    | 5    | Chijindu Ujah         | GBR Grã-Bretanha   | 0,150           | 10,13 | Q     |
| 3    | 7    | Marvin Bracy          | USA Estados Unidos | 0,155           | 10,16 | q     |
| 4    | 2    | Seye Ogunlewe         | NGR Nigéria        | 0,139           | 10,26 |       |
| 5    | 1    | Femi Ogunode          | QAT Catar          | 0,170           | 10,28 |       |
| 6    | 8    | Sean Safo-Antwi       | GHA Gana           | 0,145           | 10,43 |       |
| 7    | 9    | Reza Ghasemi          | IRI Irã            | 0,150           | 10,47 |       |
| 8    | 6    | Adrian Griffith       | BAH Bahamas        | 0,143           | 10,53 |       |
| 9    | 4    | Mohamed Fakhri Ismail | BRU Brunei         | 0,151           | 10,95 |       |
|      |      |                       |                    | Vento: −1,2 m/s |       |       |

#### Bateria 2
| Pos. | Raia | Nome               | CON                        | Reação          | Tempo | Notas                |
| ---- | ---- | ------------------ | -------------------------- | --------------- | ----- | -------------------- |
| 1    | 8    | Justin Gatlin      | USA Estados Unidos         | 0,160           | 10,01 | Q                    |
| 2    | 7    | Daniel Bailey      | ANT Antígua e Barbuda      | 0,153           | 10,20 | Q                    |
| 3    | 1    | Rondel Sorrillo    | TTO Trinidad e Tobago      | 0,112           | 10,23 |                      |
| 4    | 5    | Gerald Phiri       | ZAM Zâmbia                 | 0,146           | 10,27 |                      |
| 5    | 9    | Lucas Jakubczyk    | GER Alemanha               | 0,166           | 10,29 |                      |
| 6    | 6    | Ogho-Oghene Egwero | NGR Nigéria                | 0,151           | 10,37 |                      |
| 7    | 3    | Hua Wilfried Koffi | CIV Costa do Marfim        | 0,166           | 10,37 |                      |
| 8    | 2    | Rodman Teltull     | PLW Palau                  | 0,133           | 10,64 |                      |
| 9    | 4    | Riste Pandev       | MKD República da Macedônia | 0,163           | 10,71 | Recorde da temporada |
|      |      |                    |                            | Vento: +0,8 m/s |       |                      |

#### Bateria 3
| Pos. | Raia | Nome                    | CON                       | Reação          | Tempo | Notas |
| ---- | ---- | ----------------------- | ------------------------- | --------------- | ----- | ----- |
| 1    | 5    | Xie Zhenye              | CHN China                 | 0,143           | 10,08 | Q,    |
| 2    | 3    | Nickel Ashmeade         | JAM Jamaica               | 0,132           | 10,13 | Q     |
| 3    | 6    | Hassan Taftian          | IRI Irã                   | 0,150           | 10,17 | q     |
| 4    | 2    | Kim Collins             | SKN São Cristóvão e Neves | 0,151           | 10,18 | q     |
| 5    | 4    | Abdullah Abkar Mohammed | KSA Arábia Saudita        | 0,154           | 10,26 |       |
| 6    | 7    | Aziz Ouhadi             | MAR Marrocos              | 0,158           | 10,34 |       |
| 7    | 9    | Kemar Hyman             | CAY Ilhas Cayman          | 0,160           | 10,34 |       |
| 8    | 8    | Darrell Wesh            | HAI Haiti                 | 0,138           | 10,39 |       |
|      |      |                         |                           | Vento: −0,1 m/s |       |       |

#### Bateria 4

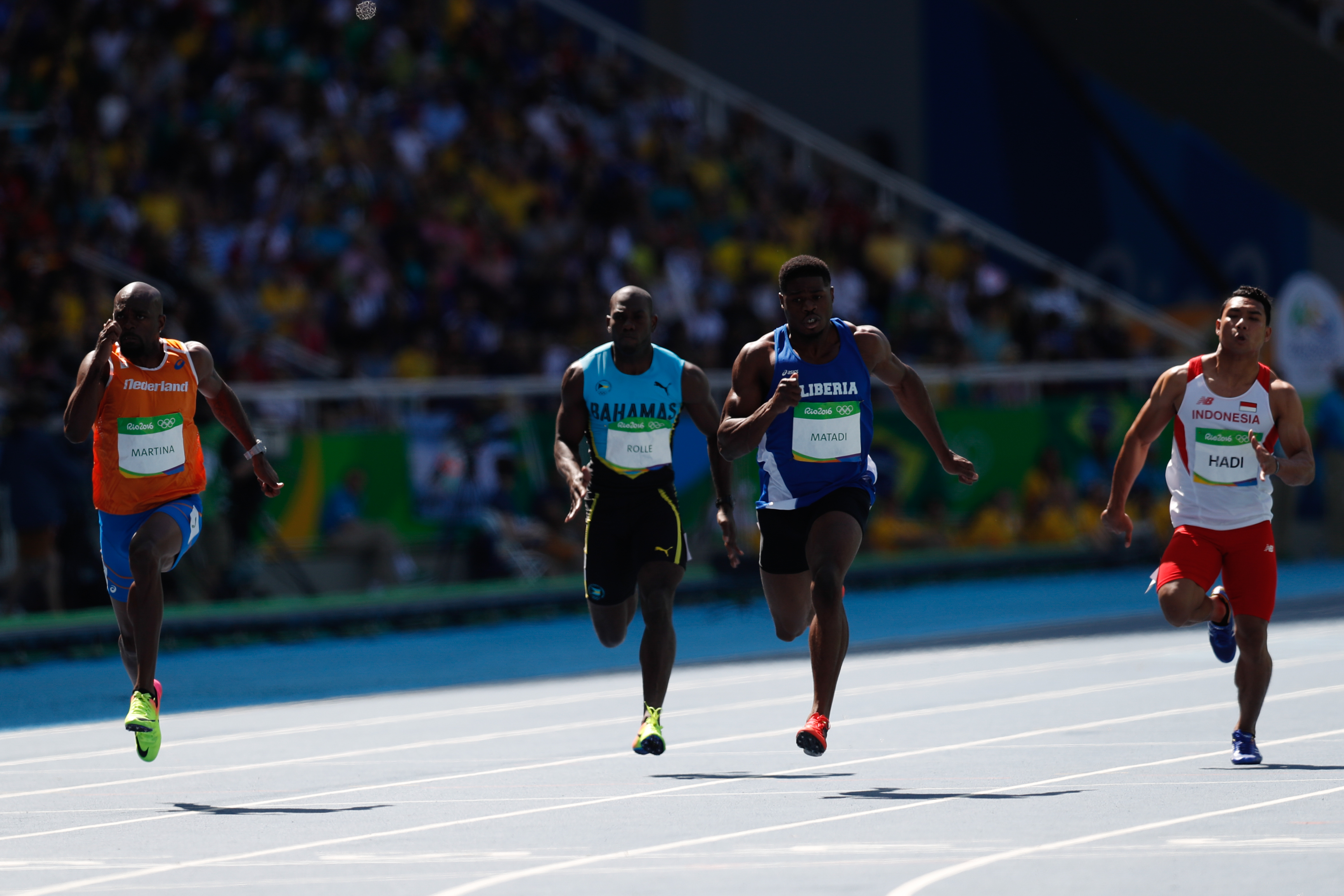
Disputa da bateria 4.

| Pos. | Raia | Nome             | CON               | Reação          | Tempo | Notas |
| ---- | ---- | ---------------- | ----------------- | --------------- | ----- | ----- |
| 1    | 3    | Andre De Grasse  | CAN Canadá        | 0,148           | 10,04 | Q     |
| 2    | 9    | Asuka Cambridge  | JPN Japão         | 0,137           | 10,13 | Q     |
| 3    | 2    | Su Bingtian      | CHN China         | 0,146           | 10,17 | q     |
| 4    | 1    | Jimmy Vicaut     | FRA França        | 0,164           | 10,19 | q     |
| 5    | 7    | Churandy Martina | NED Países Baixos | 0,142           | 10,22 |       |
| 6    | 5    | Emmanuel Matadi  | LBR Libéria       | 0,146           | 10,31 |       |
| 7    | 8    | Julian Reus      | GER Alemanha      | 0,135           | 10,34 |       |
| 8    | 6    | Jamial Rolle     | BAH Bahamas       | 0,145           | 10,68 |       |
| 9    | 4    | Sudirman Hadi    | INA Indonésia     | 0,122           | 10,70 |       |
|      |      |                  |                   | Vento: −0,5 m/s |       |       |

#### Bateria 5

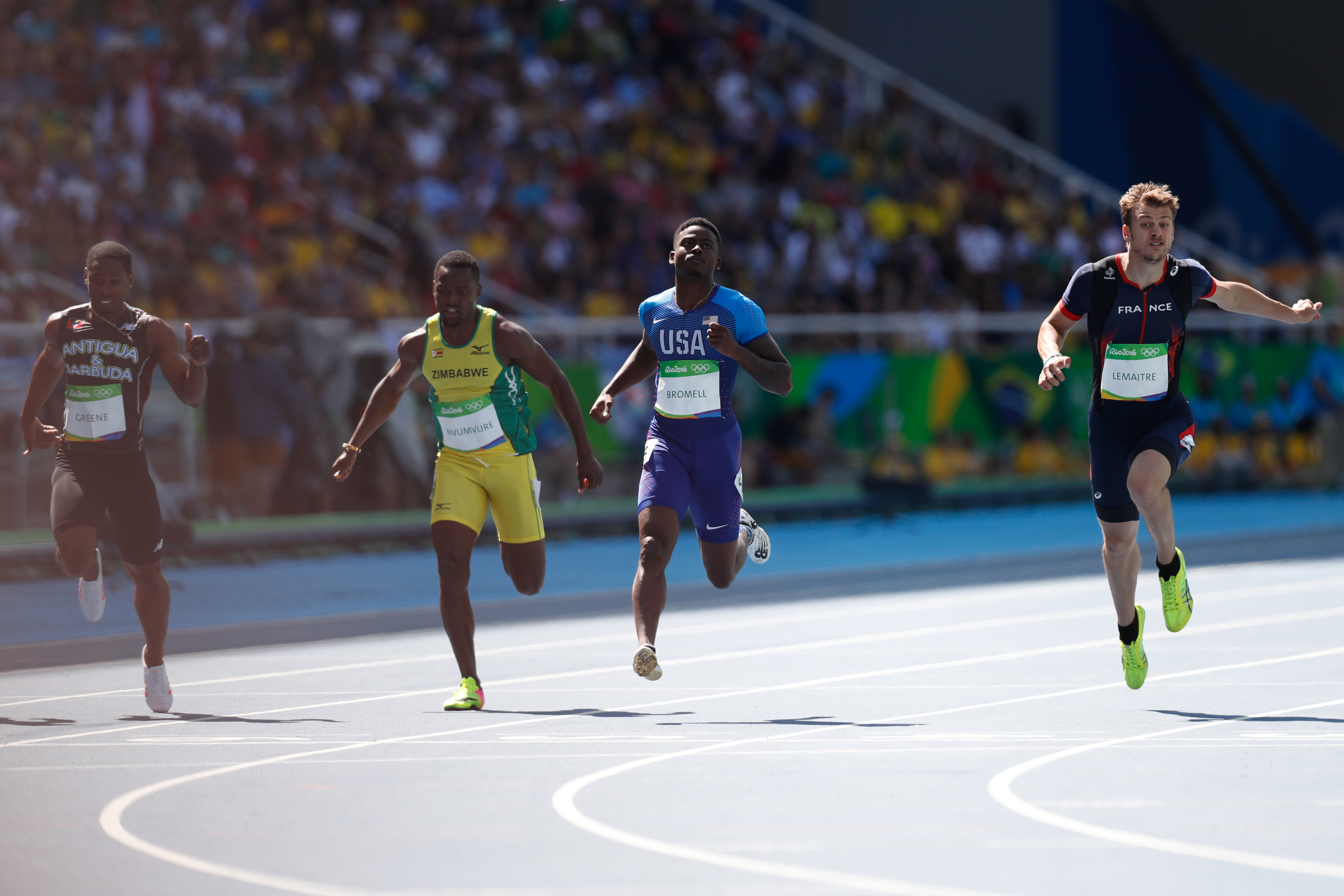
Chegada da bateria 5

| Pos. | Raia | Nome                | CON                   | Reação          | Tempo | Notas |
| ---- | ---- | ------------------- | --------------------- | --------------- | ----- | ----- |
| 1    | 9    | Ben Youssef Meïté   | CIV Costa do Marfim   | 0,145           | 10,03 | Q     |
| 2    | 6    | Trayvon Bromell     | USA Estados Unidos    | 0,165           | 10,13 | Q     |
| 3    | 5    | Christophe Lemaitre | FRA França            | 0,150           | 10,16 | q     |
| 4    | 7    | Cejhae Greene       | ANT Antígua e Barbuda | 0,156           | 10,20 | q     |
| 5    | 8    | Keston Bledman      | TTO Trinidad e Tobago | 0,150           | 10,20 |       |
| 6    | 2    | Akeem Haynes        | CAN Canadá            | 0,123           | 10,22 |       |
| 7    | 6    | Gabriel Mvumvure    | ZIM Zimbabwe          | 0,131           | 10,28 |       |
| 8    | 3    | Hassan Saaid        | MDV Maldivas          | 0,135           | 10,47 |       |
| –    | 4    | Siueni Filimone     | TGA Tonga             | —               | DNS   |       |
|      |      |                     |                       | Vento: +0,2 m/s |       |       |

#### Bateria 6

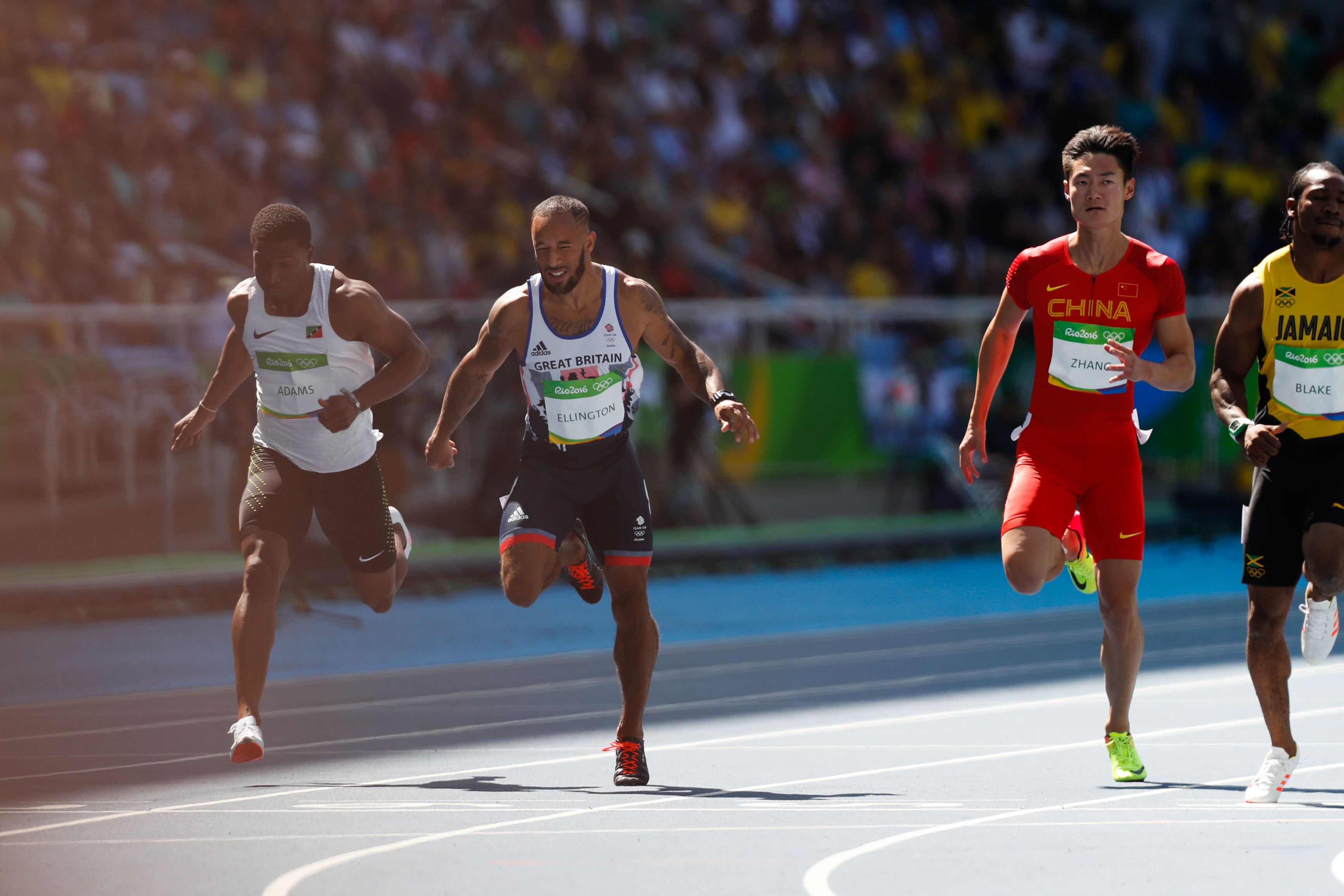
Chegada da bateria 6.

| Pos. | Raia | Nome                | CON                       | Reação          | Tempo | Notas |
| ---- | ---- | ------------------- | ------------------------- | --------------- | ----- | ----- |
| 1    | 4    | Yohan Blake         | JAM Jamaica               | 0,154           | 10,11 | Q     |
| 2    | 8    | Jak Ali Harvey      | TUR Turquia               | 0,159           | 10,14 | Q     |
| 3    | 9    | Barakat Al-Harthi   | OMA Omã                   | 0,155           | 10,22 |       |
| 4    | 2    | Mosito Lehata       | LES Lesoto                | 0,151           | 10,25 |       |
| 5    | 6    | James Ellington     | GBR Grã-Bretanha          | 0,145           | 10,29 |       |
| 6    | 3    | Henricho Bruintjies | RSA África do Sul         | 0,107           | 10,33 |       |
| 7    | 5    | Zhang Peimeng       | CHN China                 | 0,121           | 10,36 |       |
| 8    | 7    | Antoine Adams       | SKN São Cristóvão e Neves | 0,149           | 10,39 |       |
|      |      |                     |                           | Vento: −0,8 m/s |       |       |

#### Bateria 7

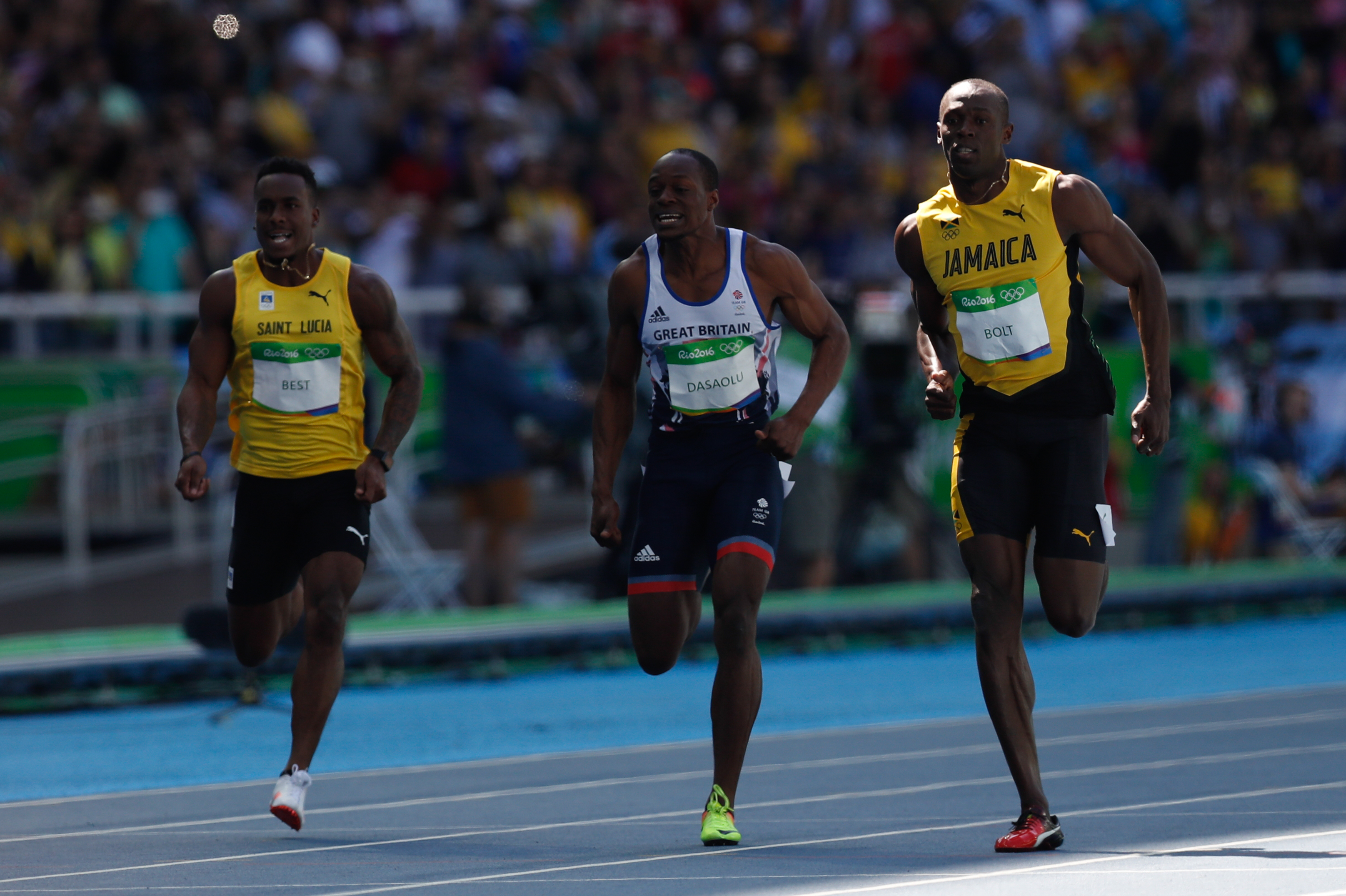
Chegada da bateria 7.

| Pos. | Raia | Nome                 | CON                   | Reação          | Tempo | Notas                |
| ---- | ---- | -------------------- | --------------------- | --------------- | ----- | -------------------- |
| 1    | 6    | Usain Bolt           | JAM Jamaica           | 0,156           | 10,07 | Q                    |
| 2    | 3    | Andrew Fisher        | BRN Bahrein           | 0,134           | 10,12 | Q                    |
| 3    | 7    | James Dasaolu        | GBR Grã-Bretanha      | 0,171           | 10,18 | q                    |
| 4    | 9    | Yoshihide Kiryū      | JPN Japão             | 0,150           | 10,23 |                      |
| 5    | 2    | Shavez Hart          | BAH Bahamas           | 0,139           | 10,28 | Recorde da temporada |
| 6    | 5    | Richard Thompson     | TTO Trinidad e Tobago | 0,130           | 10,29 |                      |
| 7    | 8    | Jahvid Best          | LCA Santa Lúcia       | 0,147           | 10,39 |                      |
| 8    | 1    | Jurgen Themen        | SUR Suriname          | 0,139           | 10,47 |                      |
| 9    | 4    | Timothee Yap Jin Wei | SIN Singapura         | 0,149           | 10,79 |                      |
|      |      |                      |                       | Vento: −0,4 m/s |       |                      |

#### Bateria 8

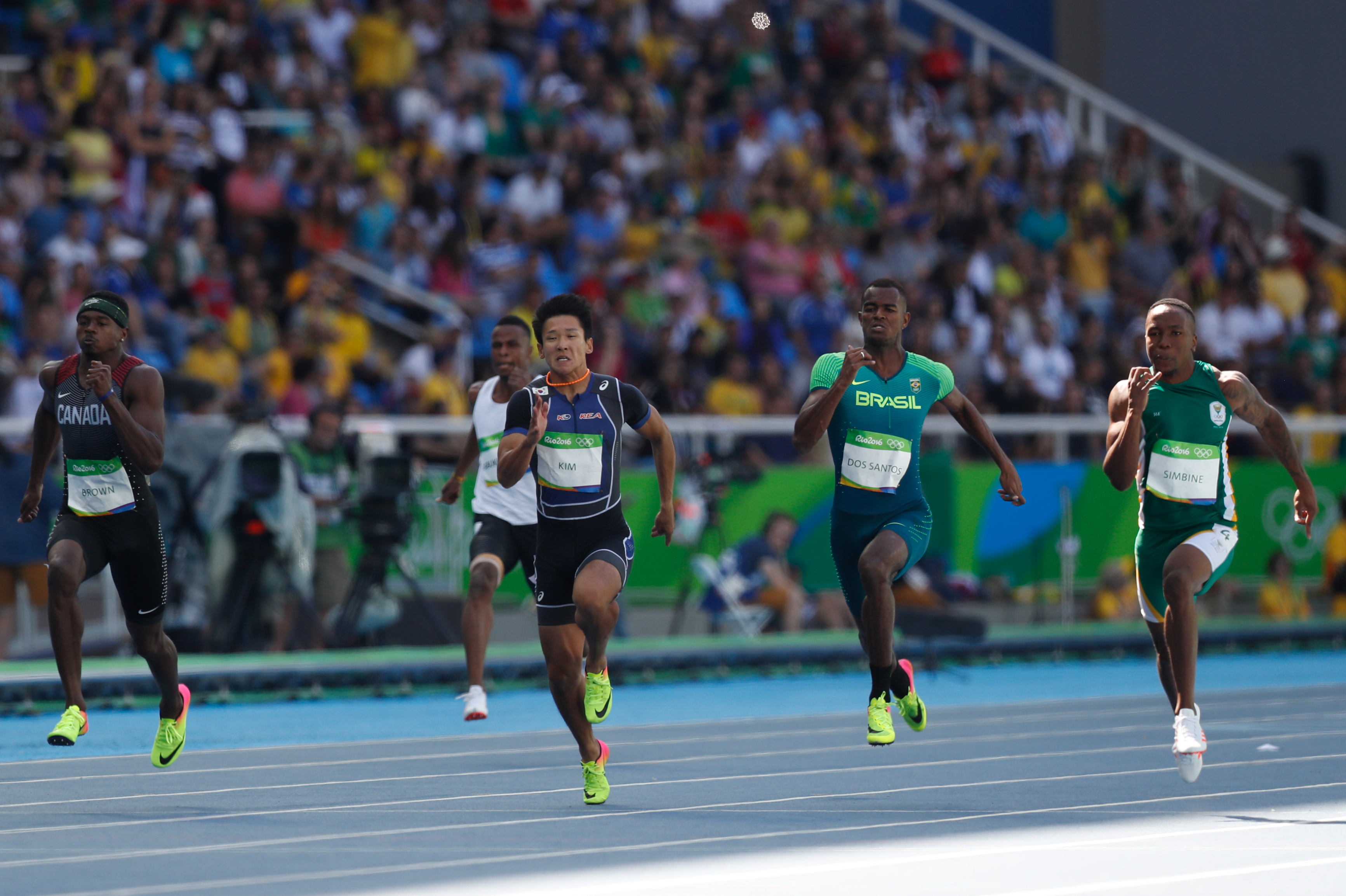
Disputa da bateria 8.

| Pos. | Raia | Nome                  | CON                       | Reação          | Tempo | Notas |
| ---- | ---- | --------------------- | ------------------------- | --------------- | ----- | ----- |
| 1    | 4    | Akani Simbine         | RSA África do Sul         | 0,124           | 10,14 | Q     |
| 2    | 1    | Ryota Yamagata        | JPN Japão                 | 0,111           | 10,20 | Q     |
| 3    | 7    | Aaron Brown           | CAN Canadá                | 0,135           | 10,24 |       |
| 4    | 9    | Ramon Gittens         | BAR Barbados              | 0,162           | 10,25 |       |
| 5    | 2    | Solomon Bockarie      | NED Países Baixos         | 0,127           | 10,36 |       |
| 5    | 5    | Vitor Hugo dos Santos | BRA Brasil                | 0,157           | 10,36 |       |
| 7    | 6    | Kim Kuk-young         | KOR Coreia do Sul         | 0,135           | 10,37 |       |
| 8    | 3    | Brijesh Lawrence      | SKN São Cristóvão e Neves | 0,163           | 10,55 |       |
| 9    | 8    | Mohammed Abukhousa    | PLE Palestina             | 0,153           | 11,89 |       |
|      |      |                       |                           | Vento: −1,3 m/s |       |       |

### Semifinais

#### Semifinal 1
| Pos. | Raia | Nome              | CON                 | Reação          | Tempo | Notas |
| ---- | ---- | ----------------- | ------------------- | --------------- | ----- | ----- |
| 1    | 3    | Jimmy Vicaut      | FRA França          | 0,131           | 9,95  | Q     |
| 2    | 7    | Ben Youssef Meïté | CIV Costa do Marfim | 0,142           | 9,97  | Q,    |
| 3    | 5    | Akani Simbine     | RSA África do Sul   | 0,144           | 9,98  | q     |
| 4    | 9    | Jak Ali Harvey    | TUR Turquia         | 0,148           | 10,03 |       |
| 5    | 4    | Nickel Ashmeade   | JAM Jamaica         | 0,118           | 10,05 |       |
| 6    | 8    | Marvin Bracy      | USA Estados Unidos  | 0,152           | 10,08 |       |
| 7    | 6    | Xie Zhenye        | CHN China           | 0,134           | 10,11 |       |
| 8    | 2    | Hassan Taftian    | IRN Irã             | 0,136           | 10,23 |       |
|      |      |                   |                     | Vento: +0,2 m/s |       |       |

#### Semifinal 2
| Pos. | Raia | Nome            | CON                       | Reação          | Tempo | Notas                |
| ---- | ---- | --------------- | ------------------------- | --------------- | ----- | -------------------- |
| 1    | 6    | Usain Bolt      | JAM Jamaica               | 0,143           | 9,86  | Q,                   |
| 2    | 5    | Andre De Grasse | CAN Canadá                | 0,130           | 9,92  | Q,                   |
| 3    | 9    | Trayvon Bromell | USA Estados Unidos        | 0,128           | 10,01 | q                    |
| 4    | 7    | Chijindu Ujah   | GBR Grã-Bretanha          | 0,160           | 10,01 | Recorde da temporada |
| 5    | 8    | Ryota Yamagata  | JPN Japão                 | 0,109           | 10,05 | Recorde pessoal      |
| 6    | 3    | Kim Collins     | SKN São Cristóvão e Neves | 0,138           | 10,12 |                      |
| 7    | 2    | Cejhae Greene   | ANT Antígua e Barbuda     | 0,143           | 10,13 |                      |
| –    | 4    | Andrew Fisher   | BRN Bahrein               | —               | DSQ   | R162.7               |
|      |      |                 |                           | Vento: +0,2 m/s |       |                      |

#### Semifinal 3
| Pos. | Raia | Nome                | CON                   | Reação         | Tempo | Notas                |
| ---- | ---- | ------------------- | --------------------- | -------------- | ----- | -------------------- |
| 1    | 6    | Justin Gatlin       | USA Estados Unidos    | 0,151          | 9,94  | Q                    |
| 2    | 4    | Yohan Blake         | JAM Jamaica           | 0,147          | 10,01 | Q                    |
| 3    | 9    | Christophe Lemaitre | FRA França            | 0,122          | 10,07 | Recorde da temporada |
| 4    | 3    | Su Bingtian         | CHN China             | 0,140          | 10,08 | Recorde da temporada |
| 5    | 5    | Kemarley Brown      | BRN Bahrein           | 0,152          | 10,13 |                      |
| 6    | 2    | James Dasaolu       | GBR Grã-Bretanha      | 0,145          | 10,16 |                      |
| 7    | 7    | Asuka Cambridge     | JPN Japão             | 0,135          | 10,17 |                      |
| –    | 8    | Daniel Bailey       | ANT Antígua e Barbuda | —              | DNS   |                      |
|      |      |                     |                       | Vento: 0,0 m/s |       |                      |

### Final
| Pos.              | Raia | Nome              | CON                 | Reação          | Tempo | Notas                |
| ----------------- | ---- | ----------------- | ------------------- | --------------- | ----- | -------------------- |
| Medalha de ouro   | 6    | Usain Bolt        | JAM Jamaica         | 0,155           | 9,81  | Recorde da temporada |
| Medalha de prata  | 4    | Justin Gatlin     | USA Estados Unidos  | 0,152           | 9,89  |                      |
| Medalha de bronze | 7    | Andre De Grasse   | CAN Canadá          | 0,141           | 9,91  | Recorde pessoal      |
| 4                 | 9    | Yohan Blake       | JAM Jamaica         | 0,145           | 9,93  | Recorde da temporada |
| 5                 | 3    | Akani Simbine     | RSA África do Sul   | 0,128           | 9,94  |                      |
| 6                 | 8    | Ben Youssef Meïté | CIV Costa do Marfim | 0,156           | 9,96  | Recorde nacional     |
| 7                 | 5    | Jimmy Vicaut      | FRA França          | 0,140           | 10,04 |                      |
| 8                 | 2    | Trayvon Bromell   | USA Estados Unidos  | 0,135           | 10,06 |                      |
|                   |      |                   |                     | Vento: +0,2 m/s |       |                      |

Legenda
| Recorde mundial      | Recorde mundial (World record)               |                       | Recorde africano                      | Recorde africano (African) |                                           | Q | Classificado por posição (Qualified) |
| Recorde olímpico     | Recorde olímpico (Olympic record)            | Recorde da América    | Recorde da América (Americas)         | q                          | Classificado por melhor tempo (Qualified) |   |                                      |
| Melhor marca do ano  | Melhor marca do ano (World leading)          | Recorde asiático      | Recorde asiático (Asian)              | DNS                        | Não largou (Did not start)                |   |                                      |
| Recorde nacional     | Recorde nacional (National record)           | Recorde europeu       | Recorde europeu (European)            | DNF                        | Não terminou (Did not finish)             |   |                                      |
| Recorde pessoal      | Recorde pessoal do atleta (Personal best)    | Recorde da Oceania    | Recorde da Oceania (Oceania)          | DSQ / DQ                   | Desclassificado (Disqualified)            |   |                                      |
| Recorde da temporada | Recorde da temporada do atleta (Season best) | Recorde sul-americano | Recorde sul-americano (South America) | NM                         | Sem marca (No mark)                       |   |                                      |